# 3726 Джонадамс
3726 Джонадамс (3726 Johnadams) — астероїд головного поясу, відкритий 4 червня 1981 року.
Тіссеранів параметр щодо Юпітера — 3,294.